# Theropoda
Los terópodos (Theropoda, del gr. θηρίων (therion) = bestia - ποδος (podos) = pie, «pie de bestia») son un suborden de dinosaurios saurisquios caracterizado por sus huesos huecos y sus extremidades con tres dedos funcionales. Son clasificados generalmente como un grupo de dinosaurios saurisquios, aunque un artículo de 2017 los reclasificó en un grupo conocido como Ornithoscelida, en el que son parientes cercanos de los Ornithischia. Los terópodos ancestralmente eran depredadores, aunque varios grupos de terópodos evolucionaron para volverse herbívoros, omnívoros, piscívoros e insectívoros. Los terópodos aparecieron durante la época del Carniense a finales del período Triásico, hace 231.4 millones de años e incluyen a los únicos grandes carnívoros terrestres desde el Jurásico Inferior hasta el final del Cretácico, hace unos 66 millones de años. Durante el Jurásico las aves evolucionaron a partir de pequeños terópodos celurosaurios especializados y hoy en día están representados por cerca de 10 500 especies vivas.

## Biología

### Dietas y dientes

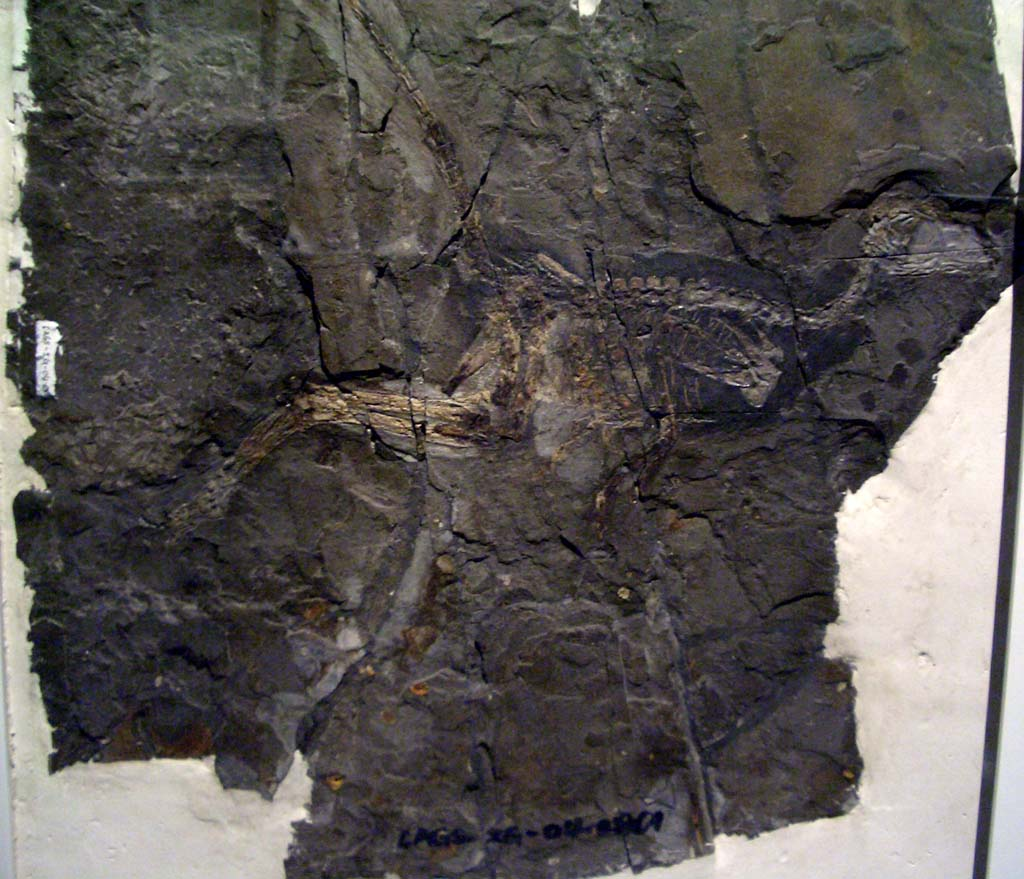
Espécimen del trodóntido Jinfengopteryx elegans, con semillas preservadas en su región estomacal.

La dieta de los terópodos abarca una amplia gama, desde insectívoros a herbívoros y carnívoros. Siempre se había considerado que el consumo estricto de carne era la dieta ancestral de los terópodos en general, mientras que la mayor variedad de dietas sería una característica asociada exclusivamente a los terópodos avianos (las aves). Sin embargo, los descubrimientos de finales del siglo XX y principios del XXI muestran que las dietas variadas ya existían incluso en los linajes más basales. Todos los primeros hallazgos de fósiles de terópodos mostraban que eran principalmente carnívoros. Los especímenes fosilizados de los terópodos primitivos conocidos por los científicos del siglo XIX y de principios del XX siempre tenían dientes afilados con bordes aserrados para cortar carne, e incluso algunos ejemplares mostraban evidencia directa de depredación. Por ejemplo, se encontró un fósil de Compsognathus longipes con restos de un lagarto en su estómago y se halló un espécimen de Velociraptor mongoliensis trabado en combate con un Protoceratops andrewsi (un tipo de dinosaurio ornitisquio).
Los primeros terópodos fósiles confirmados que no eran carnívoros fueron los tericinosaurios, conocidos originalmente como segnosaurios. Considerados en principio como prosaurópodos, más tarde se demostró que estos enigmáticos dinosaurios era terópodos herbívoros altamente especializados. Los tericinosaurios poseían grandes abdómenes para procesar alimentos vegetales, y cabezas pequeñas con pico y dientes en forma de hoja. Estudios adicionales de los terópodos maniraptoranos y sus relaciones mostraron que los tericinosaurios no fueron los únicos miembros primitivos de este grupo que abandonaron el consumo de carne. Varios otros grupos de maniraptoranos muestran adaptaciones para dietas omnívoras, incluyendo consumo de semillas (en algunos trodóntidos) y de insectos (en muchos avialanos y alvarezsaurios). Los ovirraptorosaurios, ornitomimosaurios y trodóntidos avanzados era posiblemente también omnívoros, y algunos terópodos (como Masiakasaurus knopfleri y los espinosáuridos) parecen haberse especializado en el consumo de peces.
La dieta se deduce principalmente por la morfología dental, las marcas de dientes en los huesos de las presas, y los contenidos intestinales. Se sabe que algunos terópodos, como Baryonyx, Lourinhanosaurus, los ornitomimosaurios y las aves, además hacían uso de los gastrolitos, piedras para ayudar a procesar el alimento.
La mayoría de los dientes de terópodos tienen forma de cuchillo, con bordes aserrados en los lados, una condición conocida como zifodoncia. Los otros son paquidontes o filodontes dependiendo de la forma del diente o sus dentículos. La morfología de los dientes es lo suficientemente distintiva como para diferenciar entre las principales familias de terópodos, lo cual indica además diferentes estrategias de alimentación. Una investigación publicada en julio de 2015 determinó que lo que parecían ser "grietas" en los dientes en realidad eran pliegues que ayudaban a evitar la rotura de los dientes al fortalecer a los dentículos individuales durante el ataque a las presas. Los pliegues ayudaban a mantener a los dientes en su sitio por más tiempo, especialmente en los terópodos que evolucionaron hacia mayores tamaños y poseían más fuerza en sus mordidas.

### Piel, escamas y plumas

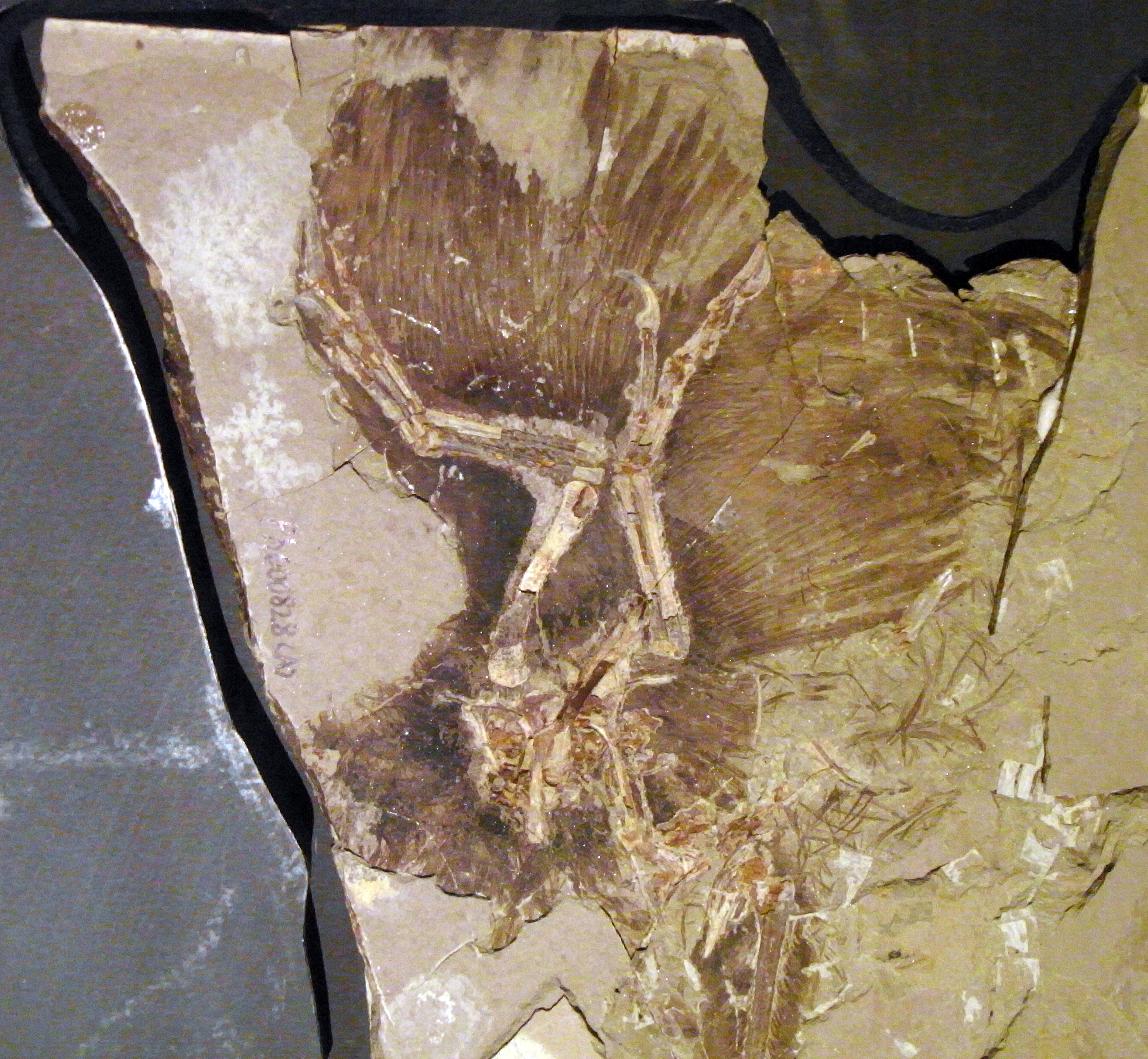
Fósil de Anchiornis, que muestra impresiones preservadas de grandes plumas.

Los terópodos mesozoicos eran también muy variados en términos de la cobertura y textura de la piel. Se ha confirmado la presencia de plumas o estructuras similares a plumas en muchos linajes de terópodos (véase Dinosaurios emplumados). Sin embargo, aparte de los celurosaurios, las plumas parecen haber estado confinadas a ejemplares juveniles, especies pequeñas o a ciertas partes del animal. Muchos terópodos grandes tenían su piel cubierta por pequeñas escamas protuberantes. En algunas especies, estas se intercalan con escamas más grandes con núcleos óseos, u osteodermos. Este tipo de piel es conocido en el ceratosaurio Carnotaurus, del cual se preservaron extensas impresiones de su piel.
Los linajes de celurosaurios más distantemente relacionados de las aves tenían plumas que eran relativamente cortas y compuestas de filamentos simples y posiblemente ramificados. Los filamentos simples también son observados en los tericinosaurios, los cuales además poseían plumas grandes y rígidas parecidas a cálamos. Los terópodos más extensamente emplumados, como los dromeosáuridos, usualmente preservaban escamas solo en los pies. Algunas especies pueden haber tenido una mezcla de escamas y plumas en su cuerpo. Scansoriopteryx preserva escamas cerca de la zona inferior de su cola, y Juravenator puede haber sido predominantemente escamoso con algunos filamentos simples intercalados. Por otra parte, algunos terópodos estaban completamente cubiertos con plumas, como el trodóntido Anchiornis, el cual tenía plumas incluso en los dedos de los pies.

### Tamaño

Comparación de tamaño de algunos terópodos gigantes.

Tyrannosaurus fue durante muchas décadas el mayor terópodo conocido y el más conocido por el público general. Sin embargo, desde su descubrimiento se han descrito varios otros dinosaurios carnívoros gigantescos, incluyendo a Spinosaurus, Carcharodontosaurus y Giganotosaurus. Los especímenes originales de Spinosaurus (así como los fósiles más recientes descritos en 2006) apoyan la idea de que Spinosaurus es más largo que Tyrannosaurus, indicando que el primero era posiblemente 3 metros más largo, aunque Tyrannosaurus podría haber sido más alto y más pesado que Spinosaurus. Se estima que los especímenes de Tyrannosaurus llamados "Sue" y "Scotty" son los terópodos más pesados conocidos por la ciencia. No hay una explicación clara de porqué estos animales desarrollaron unos tamaños tan grandes que no fueron alcanzados por otros depredadores terrestres que existieron antes y después de ellos.
El terópodo actual más grande es el avestruz, con hasta 2.74 metros de altura y un peso de entre 63.5 a 145.15 kilogramos.
El terópodo no aviano, conocido de especímenes adultos, de menor tamaño es el trodóntido Anchiornis huxleyi, con 110 gramos de peso y 34 centímetros de longitud. Si se incluyen las aves modernas, el colibrí zunzuncito Mellisuga helenae es el más pequeño, con 1.9 gramos y 5.5 centímetros de longitud.
Una teoría propone que el tamaño corporal de los terópodos disminuyó continuamente durante un período de 50 millones de años, de un promedio de 163 kilogramos hasta bajar a los 0.8 kilogramos, en la línea que evolucionó en las aves modernas. Esto se basa en la evidencia de que los terópodos fueron los únicos dinosaurios capaces de volverse más pequeños de forma continuada, y que sus esqueletos cambiaron cuatro veces más rápido que los de otros tipos de dinosaurios.

### Postura y marcha

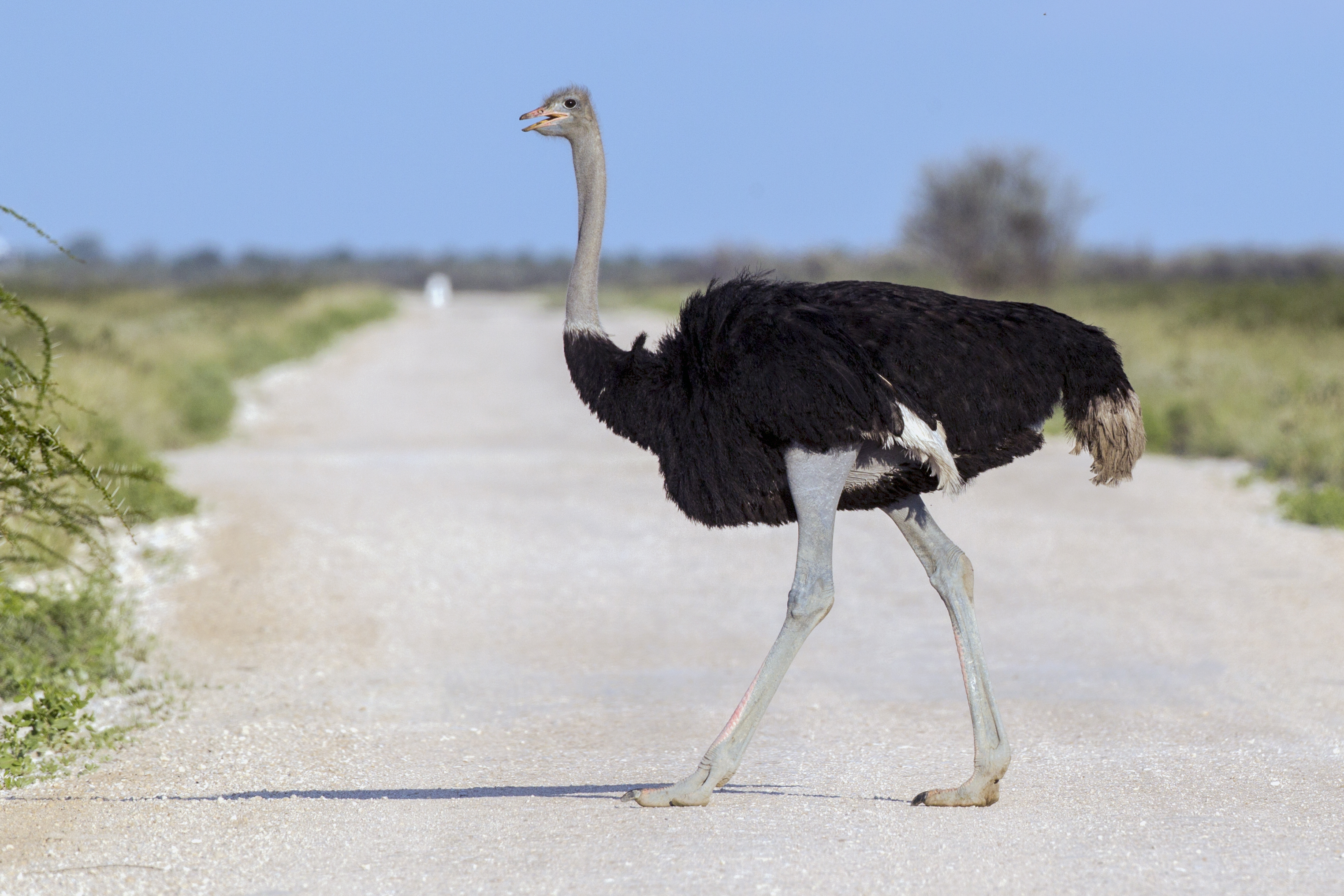
Un avestruz caminando en una vía en el Parque Nacional de Etosha, Namibia.

Siendo un grupo de animales enormemente diverso, la postura adoptada por los terópodos probablemente variaba considerablemente entre distintos linajes a lo largo del tiempo. Hasta donde se sabe todos los terópodos conocidos eran bípedos, con las extremidades anteriores reducidas en longitud y especializadas para una amplia variedad de tareas. En las aves modernas, el cuerpo generalmente se mantiene en una posición algo vertical, con la parte superior de la pierna (fémur) paralela a la columna vertebral y generando la fuerza de locomoción hacia adelante en la rodilla. Los científicos no están seguros de qué tan atrás en el árbol genealógico de los terópodos se extiende este tipo de postura y locomoción.
Los terópodos no avianos fueron reconocidos como bípedos durante el siglo XIX, antes de que su relación con las aves fuera ampliamente aceptada. Durante este período, se pensaba que los terópodos como los carnosaurios y tiranosáuridos caminaban con sus fémures y columnas vertebrales verticales en una postura casi totalmente erguida, usando sus largas y musculosas colas como apoyo adicional para una postura de trípode similar a la de los canguros. A comienzos de la década de 1970, los estudios biomecánicos de los terópodos extintos gigantes cuestionaron esta interpretación. Los estudios de la articulación de los huesos de las extremidades y la relativa ausencia de evidencia de rastros fosilizados del arrastre de la cola sugirieron que, al caminar, los terópodos gigantes de cola larga habrían adoptado una postura mucho más horizontal manteniendo la cola en el aire y paralela al suelo. Por otra parte, la orientación de las patas en estas especies es aún materia de controversia. Algunos estudios apoyan la idea tradicional de un fémur orientado verticalmente, al menos en los mayores terópodos de cola larga, mientras que otros sugieren que la rodilla estaba fuertemente flexionada en todos los terópodos mientras caminaban, incluso en formas gigantescas como los tiranosáuridos. Es probable que existieran una amplia gama de posturas corporales, posiciones y marchas en los muchos grupos extintos de terópodos.

### Sistema nervioso y sentidos
Aunque raros, se conocen moldes completos de endocráneos de terópodos de hallazgos fósiles. Los endocráneos de terópodos pueden ser también reconstruidos a partir de neurocráneos preservados sin dañar los invaluables especímenes al usar la tomografía axial computarizada y software de reconstrucción en 3D. Estos hallazgos son de gran significado evolutivo debido a que ayudan a documentar la aparición de la neurología de las aves a partir de la de los reptiles primitivos. El incremento en la proporción del encéfalo ocupado por el cerebro parece haber ocurrido con la aparición de los Coelurosauria y "continuó a través de la evolución de los maniraptoranos y las aves primitivas."

### Morfología de las extremidades anteriores

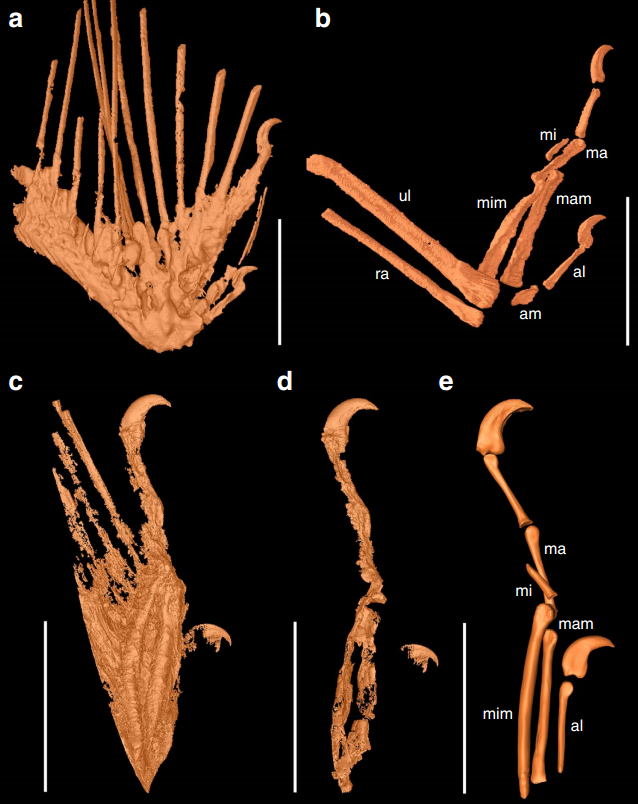
Ala momificada de un enantiornite preservada en ámbar del Cretácico.

Las extremidades delanteras cortas en relación con las posteriores eran un rasgo común entre los terópodos, siendo muy notable en los abelisáuridos (como Carnotaurus) y los tiranosáuridos (como Tyrannosaurus). Sin embargo, esto no quiere decir que fuera una característica universal: los espinosáuridos tenían extremidades delanteras bien desarrolladas, así como muchos celurosaurios. Los relativamente robustos miembros delanteros de un género, Xuanhanosaurus, llevaron a Dong Zhiming a sugerir que el animal podría haber sido cuadrúpedo. Sin embargo, esto ya no se considera probable.
Las manos eran también muy diversas entre los distintos grupos de terópodos. La forma más común entre los terópodos no avianos es un apéndice consistente en tres dedos; los dígitos I, II y III (también se ha planteado que eran II, III y IV), con garras afiladas. Algunos terópodos basales (por ej. Herrerasaurus, Eoraptor) tenían cuatro dígitos, y un metacarpiano V reducido. Los ceratosaurios usualmente tenían cuatro dígitos, mientras que muchos tetanuranos tenían tres.
Se piensa que el rango de usos de estas extremidades habría sido diferente para las distintas familias. Los espinosáuridos pudieron haber usado sus poderosos brazos para atrapar peces; se piensa que algunos pequeños maniraptoranos como los escansoriopterígidos habrían usado sus extremidades para trepar por los árboles. Las extremidades delanteras de la mayoría de las aves modernas son usadas principalmente para el vuelo, aunque algunas están adaptadas a otros propósitos en ciertos grupos. Por ejemplo, las aves acuáticas como los pingüinos usan sus alas como aletas.

### Movimiento de las extremidades anteriores

Diagrama de las extremidades delanteras de Deinonychus (izquierda) y Archaeopteryx (derecha) ilustrando la postura tipo ala.

Contrariamente a la forma en que los terópodos han sido frecuentemente reconstruidos en el arte y los medios de comunicación populares, el rango de movimiento de las extremidades delanteras era severamente limitado, especialmente comparado con la destreza de las mismas en los humanos y otros primates. Notablemente, los terópodos y otros dinosaurios saurisquios bípedos (incluido los prosaurópodos bípedos) eran incapaces de realizar la pronación de sus manos, es decir, no podían rotar sus antebrazos de manera que las palmas se orientaran hacia el suelo o hacia atrás, hacia las patas, en una postura horizontal. En los humanos, la pronación se logra gracias al movimiento del radio en relación con el cúbito (los dos huesos del antebrazo). Sin embargo, en los dinosaurios saurisquios el extremo posterior del radio cerca del codo estaba de hecho bloqueado en un surco del cúbito, lo que evitaba cualquier movimiento. La movilidad de la muñeca estaba también limitada en muchas especies, lo que forzaba al conjunto del antebrazo y la mano a moverse como una sola unidad con poca flexibilidad. En los terópodos y prosaurópodos, la única forma en que la palma quedara en pronación habría sido al extender lateralmente los brazos, como hacen las aves al elevar sus alas.
En los carnosaurios como Acrocanthosaurus, la mano en sí retenía un alto grado de flexibilidad, con dedos móviles. Esto también ocurre en los terópodos más basales, como los herrerasaurios y dilofosáuridos. Los celurosaurios muestran un cambio en el uso de la extremidad anterior, con una mayor flexibilidad en el hombro permitiendo que el brazo fuera elevado hacia el plano horizontal, e incluso a grados mayores en las aves voladoras. Por otra parte en los celurosaurios como los ornitomimosaurios y especialmente en los dromeosáuridos, la mano perdió mucha de su flexibilidad, al tener dedos sumamente rígidos. Los dromeosáuridos y otros maniraptoranos también poseen una movilidad incrementada en la muñeca no vista en otros terópodos, gracias a la presencia de un hueso especializado en forma de media luna (el carpo semilunado) que permitía a la mano entera plegarse hacia atrás, hacia el antebrazo de la misma forma que en las aves modernas.

## Sistemática
Theropoda se define como el clado más inclusivo que contiene a todos los dinosaurios carnívoros triásicos, jurásicos y cretácicos y a sus descendientes directos, las aves.
En sí, los terópodos se dividen en dos grupos importantes: los ceratosáuridos y los tetanuros, además de sus miembros más primitivos, los herrerasáuridos. Los primeros incluían a los primeros terópodos grandes, "ceratosaurus", del Jurásico temprano, y a los abelisáuridos, que vivieron en el Cretácico en lo que hoy es Sudamérica, África y la India.
Los tetanuros abarcaban un amplio abanico de especies más evolucionadas que los ceratosaurios: incluían los "carnosaurios" (grandes predadores jurásicos y cretácicos) y los "coelurosaurios", que variaban desde los ágiles dromaeosaurios hasta el famosísimo "Tyrannosaurus rex". 
- Suborden Theropoda
  - Daemonosaurus
  - Eodromaeus
  - Tawa
- Neotheropoda
  - Zupaysaurus
  - Tachiraptor
  - Superfamilia Coelophysoidea
  - Clado Ceratosauria
    - Familia Ceratosauridae
    - Superfamilia Abelisauroidea

  - Clado Tetanurae
    - Cryolophosaurus
    - Sinosaurus
    - Superfamilia Megalosauroidea
    - Infraorden Carnosauria
    - Superfamilia Allosauroidea
    - Clado Coelurosauria
      - Coelurus
      - Tanycolagreus
      - Familia Compsognathidae
      - Clado Tyrannoraptora
        - Superfamilia Tyrannosauroidea
        - Clado Maniraptoriformes
          - Clado Ornithomimiformes
            - Familia Alvarezsauridae
            - Infraorden Ornithomimosauria

          - Clado Maniraptora
            - Yixianosaurus
            - Scansoriopteryx
            - Epidendrosaurus
            - Infraorden Therizinosauria
            - Infraorden Oviraptorosauria
            - Clado Paraves
              - Infraorden Deinonychosauria
                - Familia Dromaeosauridae
                - Familia Troodontidae

              - Clado Aves

### Filogenia
Cladograma adaptado de Weishampel et al. de 2004. La posición de Coelophysoidea es incierta; también podría ser basal a ceratosaurios y tetanuros.
|                  | †Coelophysoidea                                                     |
|                  |                                                                     |
| †Neoceratosauria | \| \| †Ceratosauridae \| \| \| \| \| \| †Abelisauroidea \| \| \| \| |
|                  | \| \| †Ceratosauridae \| \| \| \| \| \| †Abelisauroidea \| \| \| \| |
|                  | †Ceratosauridae                                                     |
|                  |                                                                     |
|                  | †Abelisauroidea                                                     |
|                  |                                                                     |

|  | †Ceratosauridae |
|  |                 |
|  | †Abelisauroidea |
|  |                 |

|  | †Monolophosaurus |
|  |                  |
|  | †Allosauroidea   |
|  |                  |

|  | †Oviraptorosauria   |
|  |                     |
|  | †Therizinosauroidea |
|  |                     |

|  | †Deinonychosauria |
|  |                   |
|  | Avialae           |
|  |                   |

|  | †Oviraptorosauria   |
|  |                     |
|  | †Therizinosauroidea |
|  |                     |

|  | †Deinonychosauria |
|  |                   |
|  | Avialae           |
|  |                   |

|  | †Oviraptorosauria   |
|  |                     |
|  | †Therizinosauroidea |
|  |                     |

|  | †Deinonychosauria |
|  |                   |
|  | Avialae           |
|  |                   |

|  | †Oviraptorosauria   |
|  |                     |
|  | †Therizinosauroidea |
|  |                     |

|  | †Deinonychosauria |
|  |                   |
|  | Avialae           |
|  |                   |

|  | †Oviraptorosauria   |
|  |                     |
|  | †Therizinosauroidea |
|  |                     |

|  | †Deinonychosauria |
|  |                   |
|  | Avialae           |
|  |                   |

|  | †Oviraptorosauria   |
|  |                     |
|  | †Therizinosauroidea |
|  |                     |

|  | †Deinonychosauria |
|  |                   |
|  | Avialae           |
|  |                   |

|  | †Oviraptorosauria   |
|  |                     |
|  | †Therizinosauroidea |
|  |                     |

|  | †Deinonychosauria |
|  |                   |
|  | Avialae           |
|  |                   |

|  | †Oviraptorosauria   |
|  |                     |
|  | †Therizinosauroidea |
|  |                     |

|  | †Deinonychosauria |
|  |                   |
|  | Avialae           |
|  |                   |

|  | †Oviraptorosauria   |
|  |                     |
|  | †Therizinosauroidea |
|  |                     |

|  | †Deinonychosauria |
|  |                   |
|  | Avialae           |
|  |                   |

|  | †Oviraptorosauria   |
|  |                     |
|  | †Therizinosauroidea |
|  |                     |

|  | †Deinonychosauria |
|  |                   |
|  | Avialae           |
|  |                   |

|  | †Oviraptorosauria   |
|  |                     |
|  | †Therizinosauroidea |
|  |                     |

|  | †Deinonychosauria |
|  |                   |
|  | Avialae           |
|  |                   |

|  | †Oviraptorosauria   |
|  |                     |
|  | †Therizinosauroidea |
|  |                     |

|  | †Deinonychosauria |
|  |                   |
|  | Avialae           |
|  |                   |

|  | †Oviraptorosauria   |
|  |                     |
|  | †Therizinosauroidea |
|  |                     |

|  | †Deinonychosauria |
|  |                   |
|  | Avialae           |
|  |                   |

|  | †Oviraptorosauria   |
|  |                     |
|  | †Therizinosauroidea |
|  |                     |

|  | †Deinonychosauria |
|  |                   |
|  | Avialae           |
|  |                   |

|  | †Oviraptorosauria   |
|  |                     |
|  | †Therizinosauroidea |
|  |                     |

|  | †Deinonychosauria |
|  |                   |
|  | Avialae           |
|  |                   |

|  | †Oviraptorosauria   |
|  |                     |
|  | †Therizinosauroidea |
|  |                     |

|  | †Deinonychosauria |
|  |                   |
|  | Avialae           |
|  |                   |

|  | †Monolophosaurus |
|  |                  |
|  | †Allosauroidea   |
|  |                  |

|  | †Oviraptorosauria   |
|  |                     |
|  | †Therizinosauroidea |
|  |                     |

|  | †Deinonychosauria |
|  |                   |
|  | Avialae           |
|  |                   |

|  | †Oviraptorosauria   |
|  |                     |
|  | †Therizinosauroidea |
|  |                     |

|  | †Deinonychosauria |
|  |                   |
|  | Avialae           |
|  |                   |

|  | †Oviraptorosauria   |
|  |                     |
|  | †Therizinosauroidea |
|  |                     |

|  | †Deinonychosauria |
|  |                   |
|  | Avialae           |
|  |                   |

|  | †Oviraptorosauria   |
|  |                     |
|  | †Therizinosauroidea |
|  |                     |

|  | †Deinonychosauria |
|  |                   |
|  | Avialae           |
|  |                   |

|  | †Oviraptorosauria   |
|  |                     |
|  | †Therizinosauroidea |
|  |                     |

|  | †Deinonychosauria |
|  |                   |
|  | Avialae           |
|  |                   |

|  | †Oviraptorosauria   |
|  |                     |
|  | †Therizinosauroidea |
|  |                     |

|  | †Deinonychosauria |
|  |                   |
|  | Avialae           |
|  |                   |

|  | †Oviraptorosauria   |
|  |                     |
|  | †Therizinosauroidea |
|  |                     |

|  | †Deinonychosauria |
|  |                   |
|  | Avialae           |
|  |                   |

|  | †Oviraptorosauria   |
|  |                     |
|  | †Therizinosauroidea |
|  |                     |

|  | †Deinonychosauria |
|  |                   |
|  | Avialae           |
|  |                   |

|  | †Oviraptorosauria   |
|  |                     |
|  | †Therizinosauroidea |
|  |                     |

|  | †Deinonychosauria |
|  |                   |
|  | Avialae           |
|  |                   |

|  | †Oviraptorosauria   |
|  |                     |
|  | †Therizinosauroidea |
|  |                     |

|  | †Deinonychosauria |
|  |                   |
|  | Avialae           |
|  |                   |

|  | †Oviraptorosauria   |
|  |                     |
|  | †Therizinosauroidea |
|  |                     |

|  | †Deinonychosauria |
|  |                   |
|  | Avialae           |
|  |                   |

|  | †Oviraptorosauria   |
|  |                     |
|  | †Therizinosauroidea |
|  |                     |

|  | †Deinonychosauria |
|  |                   |
|  | Avialae           |
|  |                   |

|  | †Oviraptorosauria   |
|  |                     |
|  | †Therizinosauroidea |
|  |                     |

|  | †Deinonychosauria |
|  |                   |
|  | Avialae           |
|  |                   |

|  | †Oviraptorosauria   |
|  |                     |
|  | †Therizinosauroidea |
|  |                     |

|  | †Deinonychosauria |
|  |                   |
|  | Avialae           |
|  |                   |

|  | †Oviraptorosauria   |
|  |                     |
|  | †Therizinosauroidea |
|  |                     |

|  | †Deinonychosauria |
|  |                   |
|  | Avialae           |
|  |                   |

|  | †Oviraptorosauria   |
|  |                     |
|  | †Therizinosauroidea |
|  |                     |

|  | †Deinonychosauria |
|  |                   |
|  | Avialae           |
|  |                   |

|  | †Monolophosaurus |
|  |                  |
|  | †Allosauroidea   |
|  |                  |

|  | †Oviraptorosauria   |
|  |                     |
|  | †Therizinosauroidea |
|  |                     |

|  | †Deinonychosauria |
|  |                   |
|  | Avialae           |
|  |                   |

|  | †Oviraptorosauria   |
|  |                     |
|  | †Therizinosauroidea |
|  |                     |

|  | †Deinonychosauria |
|  |                   |
|  | Avialae           |
|  |                   |

|  | †Oviraptorosauria   |
|  |                     |
|  | †Therizinosauroidea |
|  |                     |

|  | †Deinonychosauria |
|  |                   |
|  | Avialae           |
|  |                   |

|  | †Oviraptorosauria   |
|  |                     |
|  | †Therizinosauroidea |
|  |                     |

|  | †Deinonychosauria |
|  |                   |
|  | Avialae           |
|  |                   |

|  | †Oviraptorosauria   |
|  |                     |
|  | †Therizinosauroidea |
|  |                     |

|  | †Deinonychosauria |
|  |                   |
|  | Avialae           |
|  |                   |

|  | †Oviraptorosauria   |
|  |                     |
|  | †Therizinosauroidea |
|  |                     |

|  | †Deinonychosauria |
|  |                   |
|  | Avialae           |
|  |                   |

|  | †Oviraptorosauria   |
|  |                     |
|  | †Therizinosauroidea |
|  |                     |

|  | †Deinonychosauria |
|  |                   |
|  | Avialae           |
|  |                   |

|  | †Oviraptorosauria   |
|  |                     |
|  | †Therizinosauroidea |
|  |                     |

|  | †Deinonychosauria |
|  |                   |
|  | Avialae           |
|  |                   |

|  | †Oviraptorosauria   |
|  |                     |
|  | †Therizinosauroidea |
|  |                     |

|  | †Deinonychosauria |
|  |                   |
|  | Avialae           |
|  |                   |

|  | †Oviraptorosauria   |
|  |                     |
|  | †Therizinosauroidea |
|  |                     |

|  | †Deinonychosauria |
|  |                   |
|  | Avialae           |
|  |                   |

|  | †Oviraptorosauria   |
|  |                     |
|  | †Therizinosauroidea |
|  |                     |

|  | †Deinonychosauria |
|  |                   |
|  | Avialae           |
|  |                   |

|  | †Oviraptorosauria   |
|  |                     |
|  | †Therizinosauroidea |
|  |                     |

|  | †Deinonychosauria |
|  |                   |
|  | Avialae           |
|  |                   |

|  | †Oviraptorosauria   |
|  |                     |
|  | †Therizinosauroidea |
|  |                     |

|  | †Deinonychosauria |
|  |                   |
|  | Avialae           |
|  |                   |

|  | †Oviraptorosauria   |
|  |                     |
|  | †Therizinosauroidea |
|  |                     |

|  | †Deinonychosauria |
|  |                   |
|  | Avialae           |
|  |                   |

|  | †Oviraptorosauria   |
|  |                     |
|  | †Therizinosauroidea |
|  |                     |

|  | †Deinonychosauria |
|  |                   |
|  | Avialae           |
|  |                   |

|  | †Oviraptorosauria   |
|  |                     |
|  | †Therizinosauroidea |
|  |                     |

|  | †Deinonychosauria |
|  |                   |
|  | Avialae           |
|  |                   |

|  | †Monolophosaurus |
|  |                  |
|  | †Allosauroidea   |
|  |                  |

|  | †Oviraptorosauria   |
|  |                     |
|  | †Therizinosauroidea |
|  |                     |

|  | †Deinonychosauria |
|  |                   |
|  | Avialae           |
|  |                   |

|  | †Oviraptorosauria   |
|  |                     |
|  | †Therizinosauroidea |
|  |                     |

|  | †Deinonychosauria |
|  |                   |
|  | Avialae           |
|  |                   |

|  | †Oviraptorosauria   |
|  |                     |
|  | †Therizinosauroidea |
|  |                     |

|  | †Deinonychosauria |
|  |                   |
|  | Avialae           |
|  |                   |

|  | †Oviraptorosauria   |
|  |                     |
|  | †Therizinosauroidea |
|  |                     |

|  | †Deinonychosauria |
|  |                   |
|  | Avialae           |
|  |                   |

|  | †Oviraptorosauria   |
|  |                     |
|  | †Therizinosauroidea |
|  |                     |

|  | †Deinonychosauria |
|  |                   |
|  | Avialae           |
|  |                   |

|  | †Oviraptorosauria   |
|  |                     |
|  | †Therizinosauroidea |
|  |                     |

|  | †Deinonychosauria |
|  |                   |
|  | Avialae           |
|  |                   |

|  | †Oviraptorosauria   |
|  |                     |
|  | †Therizinosauroidea |
|  |                     |

|  | †Deinonychosauria |
|  |                   |
|  | Avialae           |
|  |                   |

|  | †Oviraptorosauria   |
|  |                     |
|  | †Therizinosauroidea |
|  |                     |

|  | †Deinonychosauria |
|  |                   |
|  | Avialae           |
|  |                   |

|  | †Oviraptorosauria   |
|  |                     |
|  | †Therizinosauroidea |
|  |                     |

|  | †Deinonychosauria |
|  |                   |
|  | Avialae           |
|  |                   |

|  | †Oviraptorosauria   |
|  |                     |
|  | †Therizinosauroidea |
|  |                     |

|  | †Deinonychosauria |
|  |                   |
|  | Avialae           |
|  |                   |

|  | †Oviraptorosauria   |
|  |                     |
|  | †Therizinosauroidea |
|  |                     |

|  | †Deinonychosauria |
|  |                   |
|  | Avialae           |
|  |                   |

|  | †Oviraptorosauria   |
|  |                     |
|  | †Therizinosauroidea |
|  |                     |

|  | †Deinonychosauria |
|  |                   |
|  | Avialae           |
|  |                   |

|  | †Oviraptorosauria   |
|  |                     |
|  | †Therizinosauroidea |
|  |                     |

|  | †Deinonychosauria |
|  |                   |
|  | Avialae           |
|  |                   |

|  | †Oviraptorosauria   |
|  |                     |
|  | †Therizinosauroidea |
|  |                     |

|  | †Deinonychosauria |
|  |                   |
|  | Avialae           |
|  |                   |

|  | †Oviraptorosauria   |
|  |                     |
|  | †Therizinosauroidea |
|  |                     |

|  | †Deinonychosauria |
|  |                   |
|  | Avialae           |
|  |                   |

|  | †Oviraptorosauria   |
|  |                     |
|  | †Therizinosauroidea |
|  |                     |

|  | †Deinonychosauria |
|  |                   |
|  | Avialae           |
|  |                   |

|                  | †Coelophysoidea                                                     |
|                  |                                                                     |
| †Neoceratosauria | \| \| †Ceratosauridae \| \| \| \| \| \| †Abelisauroidea \| \| \| \| |
|                  | \| \| †Ceratosauridae \| \| \| \| \| \| †Abelisauroidea \| \| \| \| |
|                  | †Ceratosauridae                                                     |
|                  |                                                                     |
|                  | †Abelisauroidea                                                     |
|                  |                                                                     |

|  | †Ceratosauridae |
|  |                 |
|  | †Abelisauroidea |
|  |                 |

|  | †Monolophosaurus |
|  |                  |
|  | †Allosauroidea   |
|  |                  |

|  | †Oviraptorosauria   |
|  |                     |
|  | †Therizinosauroidea |
|  |                     |

|  | †Deinonychosauria |
|  |                   |
|  | Avialae           |
|  |                   |

|  | †Oviraptorosauria   |
|  |                     |
|  | †Therizinosauroidea |
|  |                     |

|  | †Deinonychosauria |
|  |                   |
|  | Avialae           |
|  |                   |

|  | †Oviraptorosauria   |
|  |                     |
|  | †Therizinosauroidea |
|  |                     |

|  | †Deinonychosauria |
|  |                   |
|  | Avialae           |
|  |                   |

|  | †Oviraptorosauria   |
|  |                     |
|  | †Therizinosauroidea |
|  |                     |

|  | †Deinonychosauria |
|  |                   |
|  | Avialae           |
|  |                   |

|  | †Oviraptorosauria   |
|  |                     |
|  | †Therizinosauroidea |
|  |                     |

|  | †Deinonychosauria |
|  |                   |
|  | Avialae           |
|  |                   |

|  | †Oviraptorosauria   |
|  |                     |
|  | †Therizinosauroidea |
|  |                     |

|  | †Deinonychosauria |
|  |                   |
|  | Avialae           |
|  |                   |

|  | †Oviraptorosauria   |
|  |                     |
|  | †Therizinosauroidea |
|  |                     |

|  | †Deinonychosauria |
|  |                   |
|  | Avialae           |
|  |                   |

|  | †Oviraptorosauria   |
|  |                     |
|  | †Therizinosauroidea |
|  |                     |

|  | †Deinonychosauria |
|  |                   |
|  | Avialae           |
|  |                   |

|  | †Oviraptorosauria   |
|  |                     |
|  | †Therizinosauroidea |
|  |                     |

|  | †Deinonychosauria |
|  |                   |
|  | Avialae           |
|  |                   |

|  | †Oviraptorosauria   |
|  |                     |
|  | †Therizinosauroidea |
|  |                     |

|  | †Deinonychosauria |
|  |                   |
|  | Avialae           |
|  |                   |

|  | †Oviraptorosauria   |
|  |                     |
|  | †Therizinosauroidea |
|  |                     |

|  | †Deinonychosauria |
|  |                   |
|  | Avialae           |
|  |                   |

|  | †Oviraptorosauria   |
|  |                     |
|  | †Therizinosauroidea |
|  |                     |

|  | †Deinonychosauria |
|  |                   |
|  | Avialae           |
|  |                   |

|  | †Oviraptorosauria   |
|  |                     |
|  | †Therizinosauroidea |
|  |                     |

|  | †Deinonychosauria |
|  |                   |
|  | Avialae           |
|  |                   |

|  | †Oviraptorosauria   |
|  |                     |
|  | †Therizinosauroidea |
|  |                     |

|  | †Deinonychosauria |
|  |                   |
|  | Avialae           |
|  |                   |

|  | †Oviraptorosauria   |
|  |                     |
|  | †Therizinosauroidea |
|  |                     |

|  | †Deinonychosauria |
|  |                   |
|  | Avialae           |
|  |                   |

|  | †Oviraptorosauria   |
|  |                     |
|  | †Therizinosauroidea |
|  |                     |

|  | †Deinonychosauria |
|  |                   |
|  | Avialae           |
|  |                   |

|  | †Monolophosaurus |
|  |                  |
|  | †Allosauroidea   |
|  |                  |

|  | †Oviraptorosauria   |
|  |                     |
|  | †Therizinosauroidea |
|  |                     |

|  | †Deinonychosauria |
|  |                   |
|  | Avialae           |
|  |                   |

|  | †Oviraptorosauria   |
|  |                     |
|  | †Therizinosauroidea |
|  |                     |

|  | †Deinonychosauria |
|  |                   |
|  | Avialae           |
|  |                   |

|  | †Oviraptorosauria   |
|  |                     |
|  | †Therizinosauroidea |
|  |                     |

|  | †Deinonychosauria |
|  |                   |
|  | Avialae           |
|  |                   |

|  | †Oviraptorosauria   |
|  |                     |
|  | †Therizinosauroidea |
|  |                     |

|  | †Deinonychosauria |
|  |                   |
|  | Avialae           |
|  |                   |

|  | †Oviraptorosauria   |
|  |                     |
|  | †Therizinosauroidea |
|  |                     |

|  | †Deinonychosauria |
|  |                   |
|  | Avialae           |
|  |                   |

|  | †Oviraptorosauria   |
|  |                     |
|  | †Therizinosauroidea |
|  |                     |

|  | †Deinonychosauria |
|  |                   |
|  | Avialae           |
|  |                   |

|  | †Oviraptorosauria   |
|  |                     |
|  | †Therizinosauroidea |
|  |                     |

|  | †Deinonychosauria |
|  |                   |
|  | Avialae           |
|  |                   |

|  | †Oviraptorosauria   |
|  |                     |
|  | †Therizinosauroidea |
|  |                     |

|  | †Deinonychosauria |
|  |                   |
|  | Avialae           |
|  |                   |

|  | †Oviraptorosauria   |
|  |                     |
|  | †Therizinosauroidea |
|  |                     |

|  | †Deinonychosauria |
|  |                   |
|  | Avialae           |
|  |                   |

|  | †Oviraptorosauria   |
|  |                     |
|  | †Therizinosauroidea |
|  |                     |

|  | †Deinonychosauria |
|  |                   |
|  | Avialae           |
|  |                   |

|  | †Oviraptorosauria   |
|  |                     |
|  | †Therizinosauroidea |
|  |                     |

|  | †Deinonychosauria |
|  |                   |
|  | Avialae           |
|  |                   |

|  | †Oviraptorosauria   |
|  |                     |
|  | †Therizinosauroidea |
|  |                     |

|  | †Deinonychosauria |
|  |                   |
|  | Avialae           |
|  |                   |

|  | †Oviraptorosauria   |
|  |                     |
|  | †Therizinosauroidea |
|  |                     |

|  | †Deinonychosauria |
|  |                   |
|  | Avialae           |
|  |                   |

|  | †Oviraptorosauria   |
|  |                     |
|  | †Therizinosauroidea |
|  |                     |

|  | †Deinonychosauria |
|  |                   |
|  | Avialae           |
|  |                   |

|  | †Oviraptorosauria   |
|  |                     |
|  | †Therizinosauroidea |
|  |                     |

|  | †Deinonychosauria |
|  |                   |
|  | Avialae           |
|  |                   |

|  | †Oviraptorosauria   |
|  |                     |
|  | †Therizinosauroidea |
|  |                     |

|  | †Deinonychosauria |
|  |                   |
|  | Avialae           |
|  |                   |

|  | †Monolophosaurus |
|  |                  |
|  | †Allosauroidea   |
|  |                  |

|  | †Oviraptorosauria   |
|  |                     |
|  | †Therizinosauroidea |
|  |                     |

|  | †Deinonychosauria |
|  |                   |
|  | Avialae           |
|  |                   |

|  | †Oviraptorosauria   |
|  |                     |
|  | †Therizinosauroidea |
|  |                     |

|  | †Deinonychosauria |
|  |                   |
|  | Avialae           |
|  |                   |

|  | †Oviraptorosauria   |
|  |                     |
|  | †Therizinosauroidea |
|  |                     |

|  | †Deinonychosauria |
|  |                   |
|  | Avialae           |
|  |                   |

|  | †Oviraptorosauria   |
|  |                     |
|  | †Therizinosauroidea |
|  |                     |

|  | †Deinonychosauria |
|  |                   |
|  | Avialae           |
|  |                   |

|  | †Oviraptorosauria   |
|  |                     |
|  | †Therizinosauroidea |
|  |                     |

|  | †Deinonychosauria |
|  |                   |
|  | Avialae           |
|  |                   |

|  | †Oviraptorosauria   |
|  |                     |
|  | †Therizinosauroidea |
|  |                     |

|  | †Deinonychosauria |
|  |                   |
|  | Avialae           |
|  |                   |

|  | †Oviraptorosauria   |
|  |                     |
|  | †Therizinosauroidea |
|  |                     |

|  | †Deinonychosauria |
|  |                   |
|  | Avialae           |
|  |                   |

|  | †Oviraptorosauria   |
|  |                     |
|  | †Therizinosauroidea |
|  |                     |

|  | †Deinonychosauria |
|  |                   |
|  | Avialae           |
|  |                   |

|  | †Oviraptorosauria   |
|  |                     |
|  | †Therizinosauroidea |
|  |                     |

|  | †Deinonychosauria |
|  |                   |
|  | Avialae           |
|  |                   |

|  | †Oviraptorosauria   |
|  |                     |
|  | †Therizinosauroidea |
|  |                     |

|  | †Deinonychosauria |
|  |                   |
|  | Avialae           |
|  |                   |

|  | †Oviraptorosauria   |
|  |                     |
|  | †Therizinosauroidea |
|  |                     |

|  | †Deinonychosauria |
|  |                   |
|  | Avialae           |
|  |                   |

|  | †Oviraptorosauria   |
|  |                     |
|  | †Therizinosauroidea |
|  |                     |

|  | †Deinonychosauria |
|  |                   |
|  | Avialae           |
|  |                   |

|  | †Oviraptorosauria   |
|  |                     |
|  | †Therizinosauroidea |
|  |                     |

|  | †Deinonychosauria |
|  |                   |
|  | Avialae           |
|  |                   |

|  | †Oviraptorosauria   |
|  |                     |
|  | †Therizinosauroidea |
|  |                     |

|  | †Deinonychosauria |
|  |                   |
|  | Avialae           |
|  |                   |

|  | †Oviraptorosauria   |
|  |                     |
|  | †Therizinosauroidea |
|  |                     |

|  | †Deinonychosauria |
|  |                   |
|  | Avialae           |
|  |                   |

|  | †Oviraptorosauria   |
|  |                     |
|  | †Therizinosauroidea |
|  |                     |

|  | †Deinonychosauria |
|  |                   |
|  | Avialae           |
|  |                   |

|  | †Monolophosaurus |
|  |                  |
|  | †Allosauroidea   |
|  |                  |

|  | †Oviraptorosauria   |
|  |                     |
|  | †Therizinosauroidea |
|  |                     |

|  | †Deinonychosauria |
|  |                   |
|  | Avialae           |
|  |                   |

|  | †Oviraptorosauria   |
|  |                     |
|  | †Therizinosauroidea |
|  |                     |

|  | †Deinonychosauria |
|  |                   |
|  | Avialae           |
|  |                   |

|  | †Oviraptorosauria   |
|  |                     |
|  | †Therizinosauroidea |
|  |                     |

|  | †Deinonychosauria |
|  |                   |
|  | Avialae           |
|  |                   |

|  | †Oviraptorosauria   |
|  |                     |
|  | †Therizinosauroidea |
|  |                     |

|  | †Deinonychosauria |
|  |                   |
|  | Avialae           |
|  |                   |

|  | †Oviraptorosauria   |
|  |                     |
|  | †Therizinosauroidea |
|  |                     |

|  | †Deinonychosauria |
|  |                   |
|  | Avialae           |
|  |                   |

|  | †Oviraptorosauria   |
|  |                     |
|  | †Therizinosauroidea |
|  |                     |

|  | †Deinonychosauria |
|  |                   |
|  | Avialae           |
|  |                   |

|  | †Oviraptorosauria   |
|  |                     |
|  | †Therizinosauroidea |
|  |                     |

|  | †Deinonychosauria |
|  |                   |
|  | Avialae           |
|  |                   |

|  | †Oviraptorosauria   |
|  |                     |
|  | †Therizinosauroidea |
|  |                     |

|  | †Deinonychosauria |
|  |                   |
|  | Avialae           |
|  |                   |

|  | †Oviraptorosauria   |
|  |                     |
|  | †Therizinosauroidea |
|  |                     |

|  | †Deinonychosauria |
|  |                   |
|  | Avialae           |
|  |                   |

|  | †Oviraptorosauria   |
|  |                     |
|  | †Therizinosauroidea |
|  |                     |

|  | †Deinonychosauria |
|  |                   |
|  | Avialae           |
|  |                   |

|  | †Oviraptorosauria   |
|  |                     |
|  | †Therizinosauroidea |
|  |                     |

|  | †Deinonychosauria |
|  |                   |
|  | Avialae           |
|  |                   |

|  | †Oviraptorosauria   |
|  |                     |
|  | †Therizinosauroidea |
|  |                     |

|  | †Deinonychosauria |
|  |                   |
|  | Avialae           |
|  |                   |

|  | †Oviraptorosauria   |
|  |                     |
|  | †Therizinosauroidea |
|  |                     |

|  | †Deinonychosauria |
|  |                   |
|  | Avialae           |
|  |                   |

|  | †Oviraptorosauria   |
|  |                     |
|  | †Therizinosauroidea |
|  |                     |

|  | †Deinonychosauria |
|  |                   |
|  | Avialae           |
|  |                   |

|  | †Oviraptorosauria   |
|  |                     |
|  | †Therizinosauroidea |
|  |                     |

|  | †Deinonychosauria |
|  |                   |
|  | Avialae           |
|  |                   |

|  | †Oviraptorosauria   |
|  |                     |
|  | †Therizinosauroidea |
|  |                     |

|  | †Deinonychosauria |
|  |                   |
|  | Avialae           |
|  |                   |

|                  | †Coelophysoidea                                                     |
|                  |                                                                     |
| †Neoceratosauria | \| \| †Ceratosauridae \| \| \| \| \| \| †Abelisauroidea \| \| \| \| |
|                  | \| \| †Ceratosauridae \| \| \| \| \| \| †Abelisauroidea \| \| \| \| |
|                  | †Ceratosauridae                                                     |
|                  |                                                                     |
|                  | †Abelisauroidea                                                     |
|                  |                                                                     |

|  | †Ceratosauridae |
|  |                 |
|  | †Abelisauroidea |
|  |                 |

|  | †Monolophosaurus |
|  |                  |
|  | †Allosauroidea   |
|  |                  |

|  | †Oviraptorosauria   |
|  |                     |
|  | †Therizinosauroidea |
|  |                     |

|  | †Deinonychosauria |
|  |                   |
|  | Avialae           |
|  |                   |

|  | †Oviraptorosauria   |
|  |                     |
|  | †Therizinosauroidea |
|  |                     |

|  | †Deinonychosauria |
|  |                   |
|  | Avialae           |
|  |                   |

|  | †Oviraptorosauria   |
|  |                     |
|  | †Therizinosauroidea |
|  |                     |

|  | †Deinonychosauria |
|  |                   |
|  | Avialae           |
|  |                   |

|  | †Oviraptorosauria   |
|  |                     |
|  | †Therizinosauroidea |
|  |                     |

|  | †Deinonychosauria |
|  |                   |
|  | Avialae           |
|  |                   |

|  | †Oviraptorosauria   |
|  |                     |
|  | †Therizinosauroidea |
|  |                     |

|  | †Deinonychosauria |
|  |                   |
|  | Avialae           |
|  |                   |

|  | †Oviraptorosauria   |
|  |                     |
|  | †Therizinosauroidea |
|  |                     |

|  | †Deinonychosauria |
|  |                   |
|  | Avialae           |
|  |                   |

|  | †Oviraptorosauria   |
|  |                     |
|  | †Therizinosauroidea |
|  |                     |

|  | †Deinonychosauria |
|  |                   |
|  | Avialae           |
|  |                   |

|  | †Oviraptorosauria   |
|  |                     |
|  | †Therizinosauroidea |
|  |                     |

|  | †Deinonychosauria |
|  |                   |
|  | Avialae           |
|  |                   |

|  | †Oviraptorosauria   |
|  |                     |
|  | †Therizinosauroidea |
|  |                     |

|  | †Deinonychosauria |
|  |                   |
|  | Avialae           |
|  |                   |

|  | †Oviraptorosauria   |
|  |                     |
|  | †Therizinosauroidea |
|  |                     |

|  | †Deinonychosauria |
|  |                   |
|  | Avialae           |
|  |                   |

|  | †Oviraptorosauria   |
|  |                     |
|  | †Therizinosauroidea |
|  |                     |

|  | †Deinonychosauria |
|  |                   |
|  | Avialae           |
|  |                   |

|  | †Oviraptorosauria   |
|  |                     |
|  | †Therizinosauroidea |
|  |                     |

|  | †Deinonychosauria |
|  |                   |
|  | Avialae           |
|  |                   |

|  | †Oviraptorosauria   |
|  |                     |
|  | †Therizinosauroidea |
|  |                     |

|  | †Deinonychosauria |
|  |                   |
|  | Avialae           |
|  |                   |

|  | †Oviraptorosauria   |
|  |                     |
|  | †Therizinosauroidea |
|  |                     |

|  | †Deinonychosauria |
|  |                   |
|  | Avialae           |
|  |                   |

|  | †Oviraptorosauria   |
|  |                     |
|  | †Therizinosauroidea |
|  |                     |

|  | †Deinonychosauria |
|  |                   |
|  | Avialae           |
|  |                   |

|  | †Oviraptorosauria   |
|  |                     |
|  | †Therizinosauroidea |
|  |                     |

|  | †Deinonychosauria |
|  |                   |
|  | Avialae           |
|  |                   |

|  | †Monolophosaurus |
|  |                  |
|  | †Allosauroidea   |
|  |                  |

|  | †Oviraptorosauria   |
|  |                     |
|  | †Therizinosauroidea |
|  |                     |

|  | †Deinonychosauria |
|  |                   |
|  | Avialae           |
|  |                   |

|  | †Oviraptorosauria   |
|  |                     |
|  | †Therizinosauroidea |
|  |                     |

|  | †Deinonychosauria |
|  |                   |
|  | Avialae           |
|  |                   |

|  | †Oviraptorosauria   |
|  |                     |
|  | †Therizinosauroidea |
|  |                     |

|  | †Deinonychosauria |
|  |                   |
|  | Avialae           |
|  |                   |

|  | †Oviraptorosauria   |
|  |                     |
|  | †Therizinosauroidea |
|  |                     |

|  | †Deinonychosauria |
|  |                   |
|  | Avialae           |
|  |                   |

|  | †Oviraptorosauria   |
|  |                     |
|  | †Therizinosauroidea |
|  |                     |

|  | †Deinonychosauria |
|  |                   |
|  | Avialae           |
|  |                   |

|  | †Oviraptorosauria   |
|  |                     |
|  | †Therizinosauroidea |
|  |                     |

|  | †Deinonychosauria |
|  |                   |
|  | Avialae           |
|  |                   |

|  | †Oviraptorosauria   |
|  |                     |
|  | †Therizinosauroidea |
|  |                     |

|  | †Deinonychosauria |
|  |                   |
|  | Avialae           |
|  |                   |

|  | †Oviraptorosauria   |
|  |                     |
|  | †Therizinosauroidea |
|  |                     |

|  | †Deinonychosauria |
|  |                   |
|  | Avialae           |
|  |                   |

|  | †Oviraptorosauria   |
|  |                     |
|  | †Therizinosauroidea |
|  |                     |

|  | †Deinonychosauria |
|  |                   |
|  | Avialae           |
|  |                   |

|  | †Oviraptorosauria   |
|  |                     |
|  | †Therizinosauroidea |
|  |                     |

|  | †Deinonychosauria |
|  |                   |
|  | Avialae           |
|  |                   |

|  | †Oviraptorosauria   |
|  |                     |
|  | †Therizinosauroidea |
|  |                     |

|  | †Deinonychosauria |
|  |                   |
|  | Avialae           |
|  |                   |

|  | †Oviraptorosauria   |
|  |                     |
|  | †Therizinosauroidea |
|  |                     |

|  | †Deinonychosauria |
|  |                   |
|  | Avialae           |
|  |                   |

|  | †Oviraptorosauria   |
|  |                     |
|  | †Therizinosauroidea |
|  |                     |

|  | †Deinonychosauria |
|  |                   |
|  | Avialae           |
|  |                   |

|  | †Oviraptorosauria   |
|  |                     |
|  | †Therizinosauroidea |
|  |                     |

|  | †Deinonychosauria |
|  |                   |
|  | Avialae           |
|  |                   |

|  | †Oviraptorosauria   |
|  |                     |
|  | †Therizinosauroidea |
|  |                     |

|  | †Deinonychosauria |
|  |                   |
|  | Avialae           |
|  |                   |

|  | †Oviraptorosauria   |
|  |                     |
|  | †Therizinosauroidea |
|  |                     |

|  | †Deinonychosauria |
|  |                   |
|  | Avialae           |
|  |                   |

|  | †Monolophosaurus |
|  |                  |
|  | †Allosauroidea   |
|  |                  |

|  | †Oviraptorosauria   |
|  |                     |
|  | †Therizinosauroidea |
|  |                     |

|  | †Deinonychosauria |
|  |                   |
|  | Avialae           |
|  |                   |

|  | †Oviraptorosauria   |
|  |                     |
|  | †Therizinosauroidea |
|  |                     |

|  | †Deinonychosauria |
|  |                   |
|  | Avialae           |
|  |                   |

|  | †Oviraptorosauria   |
|  |                     |
|  | †Therizinosauroidea |
|  |                     |

|  | †Deinonychosauria |
|  |                   |
|  | Avialae           |
|  |                   |

|  | †Oviraptorosauria   |
|  |                     |
|  | †Therizinosauroidea |
|  |                     |

|  | †Deinonychosauria |
|  |                   |
|  | Avialae           |
|  |                   |

|  | †Oviraptorosauria   |
|  |                     |
|  | †Therizinosauroidea |
|  |                     |

|  | †Deinonychosauria |
|  |                   |
|  | Avialae           |
|  |                   |

|  | †Oviraptorosauria   |
|  |                     |
|  | †Therizinosauroidea |
|  |                     |

|  | †Deinonychosauria |
|  |                   |
|  | Avialae           |
|  |                   |

|  | †Oviraptorosauria   |
|  |                     |
|  | †Therizinosauroidea |
|  |                     |

|  | †Deinonychosauria |
|  |                   |
|  | Avialae           |
|  |                   |

|  | †Oviraptorosauria   |
|  |                     |
|  | †Therizinosauroidea |
|  |                     |

|  | †Deinonychosauria |
|  |                   |
|  | Avialae           |
|  |                   |

|  | †Oviraptorosauria   |
|  |                     |
|  | †Therizinosauroidea |
|  |                     |

|  | †Deinonychosauria |
|  |                   |
|  | Avialae           |
|  |                   |

|  | †Oviraptorosauria   |
|  |                     |
|  | †Therizinosauroidea |
|  |                     |

|  | †Deinonychosauria |
|  |                   |
|  | Avialae           |
|  |                   |

|  | †Oviraptorosauria   |
|  |                     |
|  | †Therizinosauroidea |
|  |                     |

|  | †Deinonychosauria |
|  |                   |
|  | Avialae           |
|  |                   |

|  | †Oviraptorosauria   |
|  |                     |
|  | †Therizinosauroidea |
|  |                     |

|  | †Deinonychosauria |
|  |                   |
|  | Avialae           |
|  |                   |

|  | †Oviraptorosauria   |
|  |                     |
|  | †Therizinosauroidea |
|  |                     |

|  | †Deinonychosauria |
|  |                   |
|  | Avialae           |
|  |                   |

|  | †Oviraptorosauria   |
|  |                     |
|  | †Therizinosauroidea |
|  |                     |

|  | †Deinonychosauria |
|  |                   |
|  | Avialae           |
|  |                   |

|  | †Oviraptorosauria   |
|  |                     |
|  | †Therizinosauroidea |
|  |                     |

|  | †Deinonychosauria |
|  |                   |
|  | Avialae           |
|  |                   |

|  | †Oviraptorosauria   |
|  |                     |
|  | †Therizinosauroidea |
|  |                     |

|  | †Deinonychosauria |
|  |                   |
|  | Avialae           |
|  |                   |

|  | †Monolophosaurus |
|  |                  |
|  | †Allosauroidea   |
|  |                  |

|  | †Oviraptorosauria   |
|  |                     |
|  | †Therizinosauroidea |
|  |                     |

|  | †Deinonychosauria |
|  |                   |
|  | Avialae           |
|  |                   |

|  | †Oviraptorosauria   |
|  |                     |
|  | †Therizinosauroidea |
|  |                     |

|  | †Deinonychosauria |
|  |                   |
|  | Avialae           |
|  |                   |

|  | †Oviraptorosauria   |
|  |                     |
|  | †Therizinosauroidea |
|  |                     |

|  | †Deinonychosauria |
|  |                   |
|  | Avialae           |
|  |                   |

|  | †Oviraptorosauria   |
|  |                     |
|  | †Therizinosauroidea |
|  |                     |

|  | †Deinonychosauria |
|  |                   |
|  | Avialae           |
|  |                   |

|  | †Oviraptorosauria   |
|  |                     |
|  | †Therizinosauroidea |
|  |                     |

|  | †Deinonychosauria |
|  |                   |
|  | Avialae           |
|  |                   |

|  | †Oviraptorosauria   |
|  |                     |
|  | †Therizinosauroidea |
|  |                     |

|  | †Deinonychosauria |
|  |                   |
|  | Avialae           |
|  |                   |

|  | †Oviraptorosauria   |
|  |                     |
|  | †Therizinosauroidea |
|  |                     |

|  | †Deinonychosauria |
|  |                   |
|  | Avialae           |
|  |                   |

|  | †Oviraptorosauria   |
|  |                     |
|  | †Therizinosauroidea |
|  |                     |

|  | †Deinonychosauria |
|  |                   |
|  | Avialae           |
|  |                   |

|  | †Oviraptorosauria   |
|  |                     |
|  | †Therizinosauroidea |
|  |                     |

|  | †Deinonychosauria |
|  |                   |
|  | Avialae           |
|  |                   |

|  | †Oviraptorosauria   |
|  |                     |
|  | †Therizinosauroidea |
|  |                     |

|  | †Deinonychosauria |
|  |                   |
|  | Avialae           |
|  |                   |

|  | †Oviraptorosauria   |
|  |                     |
|  | †Therizinosauroidea |
|  |                     |

|  | †Deinonychosauria |
|  |                   |
|  | Avialae           |
|  |                   |

|  | †Oviraptorosauria   |
|  |                     |
|  | †Therizinosauroidea |
|  |                     |

|  | †Deinonychosauria |
|  |                   |
|  | Avialae           |
|  |                   |

|  | †Oviraptorosauria   |
|  |                     |
|  | †Therizinosauroidea |
|  |                     |

|  | †Deinonychosauria |
|  |                   |
|  | Avialae           |
|  |                   |

|  | †Oviraptorosauria   |
|  |                     |
|  | †Therizinosauroidea |
|  |                     |

|  | †Deinonychosauria |
|  |                   |
|  | Avialae           |
|  |                   |

|  | †Oviraptorosauria   |
|  |                     |
|  | †Therizinosauroidea |
|  |                     |

|  | †Deinonychosauria |
|  |                   |
|  | Avialae           |
|  |                   |

|  | †Oviraptorosauria   |
|  |                     |
|  | †Therizinosauroidea |
|  |                     |

|  | †Deinonychosauria |
|  |                   |
|  | Avialae           |
|  |                   |

|                  | †Coelophysoidea                                                     |
|                  |                                                                     |
| †Neoceratosauria | \| \| †Ceratosauridae \| \| \| \| \| \| †Abelisauroidea \| \| \| \| |
|                  | \| \| †Ceratosauridae \| \| \| \| \| \| †Abelisauroidea \| \| \| \| |
|                  | †Ceratosauridae                                                     |
|                  |                                                                     |
|                  | †Abelisauroidea                                                     |
|                  |                                                                     |

|  | †Ceratosauridae |
|  |                 |
|  | †Abelisauroidea |
|  |                 |

|  | †Monolophosaurus |
|  |                  |
|  | †Allosauroidea   |
|  |                  |

|  | †Oviraptorosauria   |
|  |                     |
|  | †Therizinosauroidea |
|  |                     |

|  | †Deinonychosauria |
|  |                   |
|  | Avialae           |
|  |                   |

|  | †Oviraptorosauria   |
|  |                     |
|  | †Therizinosauroidea |
|  |                     |

|  | †Deinonychosauria |
|  |                   |
|  | Avialae           |
|  |                   |

|  | †Oviraptorosauria   |
|  |                     |
|  | †Therizinosauroidea |
|  |                     |

|  | †Deinonychosauria |
|  |                   |
|  | Avialae           |
|  |                   |

|  | †Oviraptorosauria   |
|  |                     |
|  | †Therizinosauroidea |
|  |                     |

|  | †Deinonychosauria |
|  |                   |
|  | Avialae           |
|  |                   |

|  | †Oviraptorosauria   |
|  |                     |
|  | †Therizinosauroidea |
|  |                     |

|  | †Deinonychosauria |
|  |                   |
|  | Avialae           |
|  |                   |

|  | †Oviraptorosauria   |
|  |                     |
|  | †Therizinosauroidea |
|  |                     |

|  | †Deinonychosauria |
|  |                   |
|  | Avialae           |
|  |                   |

|  | †Oviraptorosauria   |
|  |                     |
|  | †Therizinosauroidea |
|  |                     |

|  | †Deinonychosauria |
|  |                   |
|  | Avialae           |
|  |                   |

|  | †Oviraptorosauria   |
|  |                     |
|  | †Therizinosauroidea |
|  |                     |

|  | †Deinonychosauria |
|  |                   |
|  | Avialae           |
|  |                   |

|  | †Oviraptorosauria   |
|  |                     |
|  | †Therizinosauroidea |
|  |                     |

|  | †Deinonychosauria |
|  |                   |
|  | Avialae           |
|  |                   |

|  | †Oviraptorosauria   |
|  |                     |
|  | †Therizinosauroidea |
|  |                     |

|  | †Deinonychosauria |
|  |                   |
|  | Avialae           |
|  |                   |

|  | †Oviraptorosauria   |
|  |                     |
|  | †Therizinosauroidea |
|  |                     |

|  | †Deinonychosauria |
|  |                   |
|  | Avialae           |
|  |                   |

|  | †Oviraptorosauria   |
|  |                     |
|  | †Therizinosauroidea |
|  |                     |

|  | †Deinonychosauria |
|  |                   |
|  | Avialae           |
|  |                   |

|  | †Oviraptorosauria   |
|  |                     |
|  | †Therizinosauroidea |
|  |                     |

|  | †Deinonychosauria |
|  |                   |
|  | Avialae           |
|  |                   |

|  | †Oviraptorosauria   |
|  |                     |
|  | †Therizinosauroidea |
|  |                     |

|  | †Deinonychosauria |
|  |                   |
|  | Avialae           |
|  |                   |

|  | †Oviraptorosauria   |
|  |                     |
|  | †Therizinosauroidea |
|  |                     |

|  | †Deinonychosauria |
|  |                   |
|  | Avialae           |
|  |                   |

|  | †Oviraptorosauria   |
|  |                     |
|  | †Therizinosauroidea |
|  |                     |

|  | †Deinonychosauria |
|  |                   |
|  | Avialae           |
|  |                   |

|  | †Monolophosaurus |
|  |                  |
|  | †Allosauroidea   |
|  |                  |

|  | †Oviraptorosauria   |
|  |                     |
|  | †Therizinosauroidea |
|  |                     |

|  | †Deinonychosauria |
|  |                   |
|  | Avialae           |
|  |                   |

|  | †Oviraptorosauria   |
|  |                     |
|  | †Therizinosauroidea |
|  |                     |

|  | †Deinonychosauria |
|  |                   |
|  | Avialae           |
|  |                   |

|  | †Oviraptorosauria   |
|  |                     |
|  | †Therizinosauroidea |
|  |                     |

|  | †Deinonychosauria |
|  |                   |
|  | Avialae           |
|  |                   |

|  | †Oviraptorosauria   |
|  |                     |
|  | †Therizinosauroidea |
|  |                     |

|  | †Deinonychosauria |
|  |                   |
|  | Avialae           |
|  |                   |

|  | †Oviraptorosauria   |
|  |                     |
|  | †Therizinosauroidea |
|  |                     |

|  | †Deinonychosauria |
|  |                   |
|  | Avialae           |
|  |                   |

|  | †Oviraptorosauria   |
|  |                     |
|  | †Therizinosauroidea |
|  |                     |

|  | †Deinonychosauria |
|  |                   |
|  | Avialae           |
|  |                   |

|  | †Oviraptorosauria   |
|  |                     |
|  | †Therizinosauroidea |
|  |                     |

|  | †Deinonychosauria |
|  |                   |
|  | Avialae           |
|  |                   |

|  | †Oviraptorosauria   |
|  |                     |
|  | †Therizinosauroidea |
|  |                     |

|  | †Deinonychosauria |
|  |                   |
|  | Avialae           |
|  |                   |

|  | †Oviraptorosauria   |
|  |                     |
|  | †Therizinosauroidea |
|  |                     |

|  | †Deinonychosauria |
|  |                   |
|  | Avialae           |
|  |                   |

|  | †Oviraptorosauria   |
|  |                     |
|  | †Therizinosauroidea |
|  |                     |

|  | †Deinonychosauria |
|  |                   |
|  | Avialae           |
|  |                   |

|  | †Oviraptorosauria   |
|  |                     |
|  | †Therizinosauroidea |
|  |                     |

|  | †Deinonychosauria |
|  |                   |
|  | Avialae           |
|  |                   |

|  | †Oviraptorosauria   |
|  |                     |
|  | †Therizinosauroidea |
|  |                     |

|  | †Deinonychosauria |
|  |                   |
|  | Avialae           |
|  |                   |

|  | †Oviraptorosauria   |
|  |                     |
|  | †Therizinosauroidea |
|  |                     |

|  | †Deinonychosauria |
|  |                   |
|  | Avialae           |
|  |                   |

|  | †Oviraptorosauria   |
|  |                     |
|  | †Therizinosauroidea |
|  |                     |

|  | †Deinonychosauria |
|  |                   |
|  | Avialae           |
|  |                   |

|  | †Oviraptorosauria   |
|  |                     |
|  | †Therizinosauroidea |
|  |                     |

|  | †Deinonychosauria |
|  |                   |
|  | Avialae           |
|  |                   |

|  | †Oviraptorosauria   |
|  |                     |
|  | †Therizinosauroidea |
|  |                     |

|  | †Deinonychosauria |
|  |                   |
|  | Avialae           |
|  |                   |

|  | †Monolophosaurus |
|  |                  |
|  | †Allosauroidea   |
|  |                  |

|  | †Oviraptorosauria   |
|  |                     |
|  | †Therizinosauroidea |
|  |                     |

|  | †Deinonychosauria |
|  |                   |
|  | Avialae           |
|  |                   |

|  | †Oviraptorosauria   |
|  |                     |
|  | †Therizinosauroidea |
|  |                     |

|  | †Deinonychosauria |
|  |                   |
|  | Avialae           |
|  |                   |

|  | †Oviraptorosauria   |
|  |                     |
|  | †Therizinosauroidea |
|  |                     |

|  | †Deinonychosauria |
|  |                   |
|  | Avialae           |
|  |                   |

|  | †Oviraptorosauria   |
|  |                     |
|  | †Therizinosauroidea |
|  |                     |

|  | †Deinonychosauria |
|  |                   |
|  | Avialae           |
|  |                   |

|  | †Oviraptorosauria   |
|  |                     |
|  | †Therizinosauroidea |
|  |                     |

|  | †Deinonychosauria |
|  |                   |
|  | Avialae           |
|  |                   |

|  | †Oviraptorosauria   |
|  |                     |
|  | †Therizinosauroidea |
|  |                     |

|  | †Deinonychosauria |
|  |                   |
|  | Avialae           |
|  |                   |

|  | †Oviraptorosauria   |
|  |                     |
|  | †Therizinosauroidea |
|  |                     |

|  | †Deinonychosauria |
|  |                   |
|  | Avialae           |
|  |                   |

|  | †Oviraptorosauria   |
|  |                     |
|  | †Therizinosauroidea |
|  |                     |

|  | †Deinonychosauria |
|  |                   |
|  | Avialae           |
|  |                   |

|  | †Oviraptorosauria   |
|  |                     |
|  | †Therizinosauroidea |
|  |                     |

|  | †Deinonychosauria |
|  |                   |
|  | Avialae           |
|  |                   |

|  | †Oviraptorosauria   |
|  |                     |
|  | †Therizinosauroidea |
|  |                     |

|  | †Deinonychosauria |
|  |                   |
|  | Avialae           |
|  |                   |

|  | †Oviraptorosauria   |
|  |                     |
|  | †Therizinosauroidea |
|  |                     |

|  | †Deinonychosauria |
|  |                   |
|  | Avialae           |
|  |                   |

|  | †Oviraptorosauria   |
|  |                     |
|  | †Therizinosauroidea |
|  |                     |

|  | †Deinonychosauria |
|  |                   |
|  | Avialae           |
|  |                   |

|  | †Oviraptorosauria   |
|  |                     |
|  | †Therizinosauroidea |
|  |                     |

|  | †Deinonychosauria |
|  |                   |
|  | Avialae           |
|  |                   |

|  | †Oviraptorosauria   |
|  |                     |
|  | †Therizinosauroidea |
|  |                     |

|  | †Deinonychosauria |
|  |                   |
|  | Avialae           |
|  |                   |

|  | †Oviraptorosauria   |
|  |                     |
|  | †Therizinosauroidea |
|  |                     |

|  | †Deinonychosauria |
|  |                   |
|  | Avialae           |
|  |                   |

|  | †Oviraptorosauria   |
|  |                     |
|  | †Therizinosauroidea |
|  |                     |

|  | †Deinonychosauria |
|  |                   |
|  | Avialae           |
|  |                   |

|  | †Monolophosaurus |
|  |                  |
|  | †Allosauroidea   |
|  |                  |

|  | †Oviraptorosauria   |
|  |                     |
|  | †Therizinosauroidea |
|  |                     |

|  | †Deinonychosauria |
|  |                   |
|  | Avialae           |
|  |                   |

|  | †Oviraptorosauria   |
|  |                     |
|  | †Therizinosauroidea |
|  |                     |

|  | †Deinonychosauria |
|  |                   |
|  | Avialae           |
|  |                   |

|  | †Oviraptorosauria   |
|  |                     |
|  | †Therizinosauroidea |
|  |                     |

|  | †Deinonychosauria |
|  |                   |
|  | Avialae           |
|  |                   |

|  | †Oviraptorosauria   |
|  |                     |
|  | †Therizinosauroidea |
|  |                     |

|  | †Deinonychosauria |
|  |                   |
|  | Avialae           |
|  |                   |

|  | †Oviraptorosauria   |
|  |                     |
|  | †Therizinosauroidea |
|  |                     |

|  | †Deinonychosauria |
|  |                   |
|  | Avialae           |
|  |                   |

|  | †Oviraptorosauria   |
|  |                     |
|  | †Therizinosauroidea |
|  |                     |

|  | †Deinonychosauria |
|  |                   |
|  | Avialae           |
|  |                   |

|  | †Oviraptorosauria   |
|  |                     |
|  | †Therizinosauroidea |
|  |                     |

|  | †Deinonychosauria |
|  |                   |
|  | Avialae           |
|  |                   |

|  | †Oviraptorosauria   |
|  |                     |
|  | †Therizinosauroidea |
|  |                     |

|  | †Deinonychosauria |
|  |                   |
|  | Avialae           |
|  |                   |

|  | †Oviraptorosauria   |
|  |                     |
|  | †Therizinosauroidea |
|  |                     |

|  | †Deinonychosauria |
|  |                   |
|  | Avialae           |
|  |                   |

|  | †Oviraptorosauria   |
|  |                     |
|  | †Therizinosauroidea |
|  |                     |

|  | †Deinonychosauria |
|  |                   |
|  | Avialae           |
|  |                   |

|  | †Oviraptorosauria   |
|  |                     |
|  | †Therizinosauroidea |
|  |                     |

|  | †Deinonychosauria |
|  |                   |
|  | Avialae           |
|  |                   |

|  | †Oviraptorosauria   |
|  |                     |
|  | †Therizinosauroidea |
|  |                     |

|  | †Deinonychosauria |
|  |                   |
|  | Avialae           |
|  |                   |

|  | †Oviraptorosauria   |
|  |                     |
|  | †Therizinosauroidea |
|  |                     |

|  | †Deinonychosauria |
|  |                   |
|  | Avialae           |
|  |                   |

|  | †Oviraptorosauria   |
|  |                     |
|  | †Therizinosauroidea |
|  |                     |

|  | †Deinonychosauria |
|  |                   |
|  | Avialae           |
|  |                   |

|  | †Oviraptorosauria   |
|  |                     |
|  | †Therizinosauroidea |
|  |                     |

|  | †Deinonychosauria |
|  |                   |
|  | Avialae           |
|  |                   |

|  | †Oviraptorosauria   |
|  |                     |
|  | †Therizinosauroidea |
|  |                     |

|  | †Deinonychosauria |
|  |                   |
|  | Avialae           |
|  |                   |

Cladograma según Martínez y colaboradores de 2011:
|  | Herrerasaurus  |
|  |                |
|  | Staurikosaurus |
|  |                |

|  | "Syntarsus" kayentakatae                                        |
|  |                                                                 |
|  | \| \| S. rhodesiensis \| \| \| \| \| \| Coelophysis \| \| \| \| |
|  |                                                                 |
|  | S. rhodesiensis                                                 |
|  |                                                                 |
|  | Coelophysis                                                     |
|  |                                                                 |

|  | S. rhodesiensis |
|  |                 |
|  | Coelophysis     |
|  |                 |

|  | "Syntarsus" kayentakatae                                        |
|  |                                                                 |
|  | \| \| S. rhodesiensis \| \| \| \| \| \| Coelophysis \| \| \| \| |
|  |                                                                 |
|  | S. rhodesiensis                                                 |
|  |                                                                 |
|  | Coelophysis                                                     |
|  |                                                                 |

|  | S. rhodesiensis |
|  |                 |
|  | Coelophysis     |
|  |                 |

|  | "Syntarsus" kayentakatae                                        |
|  |                                                                 |
|  | \| \| S. rhodesiensis \| \| \| \| \| \| Coelophysis \| \| \| \| |
|  |                                                                 |
|  | S. rhodesiensis                                                 |
|  |                                                                 |
|  | Coelophysis                                                     |
|  |                                                                 |

|  | S. rhodesiensis |
|  |                 |
|  | Coelophysis     |
|  |                 |

|  | "Syntarsus" kayentakatae                                        |
|  |                                                                 |
|  | \| \| S. rhodesiensis \| \| \| \| \| \| Coelophysis \| \| \| \| |
|  |                                                                 |
|  | S. rhodesiensis                                                 |
|  |                                                                 |
|  | Coelophysis                                                     |
|  |                                                                 |

|  | S. rhodesiensis |
|  |                 |
|  | Coelophysis     |
|  |                 |

|  | "Syntarsus" kayentakatae                                        |
|  |                                                                 |
|  | \| \| S. rhodesiensis \| \| \| \| \| \| Coelophysis \| \| \| \| |
|  |                                                                 |
|  | S. rhodesiensis                                                 |
|  |                                                                 |
|  | Coelophysis                                                     |
|  |                                                                 |

|  | S. rhodesiensis |
|  |                 |
|  | Coelophysis     |
|  |                 |

|  | "Syntarsus" kayentakatae                                        |
|  |                                                                 |
|  | \| \| S. rhodesiensis \| \| \| \| \| \| Coelophysis \| \| \| \| |
|  |                                                                 |
|  | S. rhodesiensis                                                 |
|  |                                                                 |
|  | Coelophysis                                                     |
|  |                                                                 |

|  | S. rhodesiensis |
|  |                 |
|  | Coelophysis     |
|  |                 |

|  | "Syntarsus" kayentakatae                                        |
|  |                                                                 |
|  | \| \| S. rhodesiensis \| \| \| \| \| \| Coelophysis \| \| \| \| |
|  |                                                                 |
|  | S. rhodesiensis                                                 |
|  |                                                                 |
|  | Coelophysis                                                     |
|  |                                                                 |

|  | S. rhodesiensis |
|  |                 |
|  | Coelophysis     |
|  |                 |

|  | "Syntarsus" kayentakatae                                        |
|  |                                                                 |
|  | \| \| S. rhodesiensis \| \| \| \| \| \| Coelophysis \| \| \| \| |
|  |                                                                 |
|  | S. rhodesiensis                                                 |
|  |                                                                 |
|  | Coelophysis                                                     |
|  |                                                                 |

|  | S. rhodesiensis |
|  |                 |
|  | Coelophysis     |
|  |                 |

|  | "Syntarsus" kayentakatae                                        |
|  |                                                                 |
|  | \| \| S. rhodesiensis \| \| \| \| \| \| Coelophysis \| \| \| \| |
|  |                                                                 |
|  | S. rhodesiensis                                                 |
|  |                                                                 |
|  | Coelophysis                                                     |
|  |                                                                 |

|  | S. rhodesiensis |
|  |                 |
|  | Coelophysis     |
|  |                 |

|  | "Syntarsus" kayentakatae                                        |
|  |                                                                 |
|  | \| \| S. rhodesiensis \| \| \| \| \| \| Coelophysis \| \| \| \| |
|  |                                                                 |
|  | S. rhodesiensis                                                 |
|  |                                                                 |
|  | Coelophysis                                                     |
|  |                                                                 |

|  | S. rhodesiensis |
|  |                 |
|  | Coelophysis     |
|  |                 |

|  | "Syntarsus" kayentakatae                                        |
|  |                                                                 |
|  | \| \| S. rhodesiensis \| \| \| \| \| \| Coelophysis \| \| \| \| |
|  |                                                                 |
|  | S. rhodesiensis                                                 |
|  |                                                                 |
|  | Coelophysis                                                     |
|  |                                                                 |

|  | S. rhodesiensis |
|  |                 |
|  | Coelophysis     |
|  |                 |

|  | "Syntarsus" kayentakatae                                        |
|  |                                                                 |
|  | \| \| S. rhodesiensis \| \| \| \| \| \| Coelophysis \| \| \| \| |
|  |                                                                 |
|  | S. rhodesiensis                                                 |
|  |                                                                 |
|  | Coelophysis                                                     |
|  |                                                                 |

|  | S. rhodesiensis |
|  |                 |
|  | Coelophysis     |
|  |                 |

|  | "Syntarsus" kayentakatae                                        |
|  |                                                                 |
|  | \| \| S. rhodesiensis \| \| \| \| \| \| Coelophysis \| \| \| \| |
|  |                                                                 |
|  | S. rhodesiensis                                                 |
|  |                                                                 |
|  | Coelophysis                                                     |
|  |                                                                 |

|  | S. rhodesiensis |
|  |                 |
|  | Coelophysis     |
|  |                 |

|  | "Syntarsus" kayentakatae                                        |
|  |                                                                 |
|  | \| \| S. rhodesiensis \| \| \| \| \| \| Coelophysis \| \| \| \| |
|  |                                                                 |
|  | S. rhodesiensis                                                 |
|  |                                                                 |
|  | Coelophysis                                                     |
|  |                                                                 |

|  | S. rhodesiensis |
|  |                 |
|  | Coelophysis     |
|  |                 |

|  | "Syntarsus" kayentakatae                                        |
|  |                                                                 |
|  | \| \| S. rhodesiensis \| \| \| \| \| \| Coelophysis \| \| \| \| |
|  |                                                                 |
|  | S. rhodesiensis                                                 |
|  |                                                                 |
|  | Coelophysis                                                     |
|  |                                                                 |

|  | S. rhodesiensis |
|  |                 |
|  | Coelophysis     |
|  |                 |

|  | "Syntarsus" kayentakatae                                        |
|  |                                                                 |
|  | \| \| S. rhodesiensis \| \| \| \| \| \| Coelophysis \| \| \| \| |
|  |                                                                 |
|  | S. rhodesiensis                                                 |
|  |                                                                 |
|  | Coelophysis                                                     |
|  |                                                                 |

|  | S. rhodesiensis |
|  |                 |
|  | Coelophysis     |
|  |                 |

|  | Herrerasaurus  |
|  |                |
|  | Staurikosaurus |
|  |                |

|  | "Syntarsus" kayentakatae                                        |
|  |                                                                 |
|  | \| \| S. rhodesiensis \| \| \| \| \| \| Coelophysis \| \| \| \| |
|  |                                                                 |
|  | S. rhodesiensis                                                 |
|  |                                                                 |
|  | Coelophysis                                                     |
|  |                                                                 |

|  | S. rhodesiensis |
|  |                 |
|  | Coelophysis     |
|  |                 |

|  | "Syntarsus" kayentakatae                                        |
|  |                                                                 |
|  | \| \| S. rhodesiensis \| \| \| \| \| \| Coelophysis \| \| \| \| |
|  |                                                                 |
|  | S. rhodesiensis                                                 |
|  |                                                                 |
|  | Coelophysis                                                     |
|  |                                                                 |

|  | S. rhodesiensis |
|  |                 |
|  | Coelophysis     |
|  |                 |

|  | "Syntarsus" kayentakatae                                        |
|  |                                                                 |
|  | \| \| S. rhodesiensis \| \| \| \| \| \| Coelophysis \| \| \| \| |
|  |                                                                 |
|  | S. rhodesiensis                                                 |
|  |                                                                 |
|  | Coelophysis                                                     |
|  |                                                                 |

|  | S. rhodesiensis |
|  |                 |
|  | Coelophysis     |
|  |                 |

|  | "Syntarsus" kayentakatae                                        |
|  |                                                                 |
|  | \| \| S. rhodesiensis \| \| \| \| \| \| Coelophysis \| \| \| \| |
|  |                                                                 |
|  | S. rhodesiensis                                                 |
|  |                                                                 |
|  | Coelophysis                                                     |
|  |                                                                 |

|  | S. rhodesiensis |
|  |                 |
|  | Coelophysis     |
|  |                 |

|  | "Syntarsus" kayentakatae                                        |
|  |                                                                 |
|  | \| \| S. rhodesiensis \| \| \| \| \| \| Coelophysis \| \| \| \| |
|  |                                                                 |
|  | S. rhodesiensis                                                 |
|  |                                                                 |
|  | Coelophysis                                                     |
|  |                                                                 |

|  | S. rhodesiensis |
|  |                 |
|  | Coelophysis     |
|  |                 |

|  | "Syntarsus" kayentakatae                                        |
|  |                                                                 |
|  | \| \| S. rhodesiensis \| \| \| \| \| \| Coelophysis \| \| \| \| |
|  |                                                                 |
|  | S. rhodesiensis                                                 |
|  |                                                                 |
|  | Coelophysis                                                     |
|  |                                                                 |

|  | S. rhodesiensis |
|  |                 |
|  | Coelophysis     |
|  |                 |

|  | "Syntarsus" kayentakatae                                        |
|  |                                                                 |
|  | \| \| S. rhodesiensis \| \| \| \| \| \| Coelophysis \| \| \| \| |
|  |                                                                 |
|  | S. rhodesiensis                                                 |
|  |                                                                 |
|  | Coelophysis                                                     |
|  |                                                                 |

|  | S. rhodesiensis |
|  |                 |
|  | Coelophysis     |
|  |                 |

|  | "Syntarsus" kayentakatae                                        |
|  |                                                                 |
|  | \| \| S. rhodesiensis \| \| \| \| \| \| Coelophysis \| \| \| \| |
|  |                                                                 |
|  | S. rhodesiensis                                                 |
|  |                                                                 |
|  | Coelophysis                                                     |
|  |                                                                 |

|  | S. rhodesiensis |
|  |                 |
|  | Coelophysis     |
|  |                 |

|  | "Syntarsus" kayentakatae                                        |
|  |                                                                 |
|  | \| \| S. rhodesiensis \| \| \| \| \| \| Coelophysis \| \| \| \| |
|  |                                                                 |
|  | S. rhodesiensis                                                 |
|  |                                                                 |
|  | Coelophysis                                                     |
|  |                                                                 |

|  | S. rhodesiensis |
|  |                 |
|  | Coelophysis     |
|  |                 |

|  | "Syntarsus" kayentakatae                                        |
|  |                                                                 |
|  | \| \| S. rhodesiensis \| \| \| \| \| \| Coelophysis \| \| \| \| |
|  |                                                                 |
|  | S. rhodesiensis                                                 |
|  |                                                                 |
|  | Coelophysis                                                     |
|  |                                                                 |

|  | S. rhodesiensis |
|  |                 |
|  | Coelophysis     |
|  |                 |

|  | "Syntarsus" kayentakatae                                        |
|  |                                                                 |
|  | \| \| S. rhodesiensis \| \| \| \| \| \| Coelophysis \| \| \| \| |
|  |                                                                 |
|  | S. rhodesiensis                                                 |
|  |                                                                 |
|  | Coelophysis                                                     |
|  |                                                                 |

|  | S. rhodesiensis |
|  |                 |
|  | Coelophysis     |
|  |                 |

|  | "Syntarsus" kayentakatae                                        |
|  |                                                                 |
|  | \| \| S. rhodesiensis \| \| \| \| \| \| Coelophysis \| \| \| \| |
|  |                                                                 |
|  | S. rhodesiensis                                                 |
|  |                                                                 |
|  | Coelophysis                                                     |
|  |                                                                 |

|  | S. rhodesiensis |
|  |                 |
|  | Coelophysis     |
|  |                 |

|  | "Syntarsus" kayentakatae                                        |
|  |                                                                 |
|  | \| \| S. rhodesiensis \| \| \| \| \| \| Coelophysis \| \| \| \| |
|  |                                                                 |
|  | S. rhodesiensis                                                 |
|  |                                                                 |
|  | Coelophysis                                                     |
|  |                                                                 |

|  | S. rhodesiensis |
|  |                 |
|  | Coelophysis     |
|  |                 |

|  | "Syntarsus" kayentakatae                                        |
|  |                                                                 |
|  | \| \| S. rhodesiensis \| \| \| \| \| \| Coelophysis \| \| \| \| |
|  |                                                                 |
|  | S. rhodesiensis                                                 |
|  |                                                                 |
|  | Coelophysis                                                     |
|  |                                                                 |

|  | S. rhodesiensis |
|  |                 |
|  | Coelophysis     |
|  |                 |

|  | "Syntarsus" kayentakatae                                        |
|  |                                                                 |
|  | \| \| S. rhodesiensis \| \| \| \| \| \| Coelophysis \| \| \| \| |
|  |                                                                 |
|  | S. rhodesiensis                                                 |
|  |                                                                 |
|  | Coelophysis                                                     |
|  |                                                                 |

|  | S. rhodesiensis |
|  |                 |
|  | Coelophysis     |
|  |                 |

|  | "Syntarsus" kayentakatae                                        |
|  |                                                                 |
|  | \| \| S. rhodesiensis \| \| \| \| \| \| Coelophysis \| \| \| \| |
|  |                                                                 |
|  | S. rhodesiensis                                                 |
|  |                                                                 |
|  | Coelophysis                                                     |
|  |                                                                 |

|  | S. rhodesiensis |
|  |                 |
|  | Coelophysis     |
|  |                 |